# Sokari Ekine
Sokari Ekine (* ?, Nigérie) je nigerijská aktivistka, bloggerka, fotografka a spisovatelka. Pracovala jako novinářka v Pambazuka News a také psala pro Feminist Africa a New Internationalist. Ekine si mezi lety 2004 a 2014 vedla blog, ve kterém se zabývala řadou témat, včetně práv LGBTI, práv žen a environmentálních problémů. Je spoluautorkou nebo editorkou čtyř knih a učila angličtinu školní děti na Haiti.
Ekine editovala knihy Blood and Oil: Testimonies of Violence from Women of the Niger Delta (Krev a olej: Svědectví o násilí od žen z delty Nigeru, 2001), SMS Uprising: Mobile Phone Activism in Africa (2010), African Awakenings spolu s Firoze Manji (2011) a Queer African Reader s Hakimem Abbasem (2013).

## Životopis
Ekine se narodila v Nigérii nigerijskému otci a britské matce. Vyrostla v Nigérii, ale přestěhovala se do Anglie, aby tam navštěvovala vysokou školu. Je držitelkou bakalářského titulu v oboru nové technologie a titulu Master of Arts v oboru práv ve vzdělávání na Institutu vzdělávání na Londýnské univerzitě.
Ekine žila několik let ve Spojených státech, než se vrátila do Spojeného království, kde našla práci jako lektorka dalšího vzdělávání. Její první online podnik byl v roce 1995, kdy založila seznam e-mailů Black Sisters Network. Ekine byla v roce 2000 léčena na rakovinu, v důsledku čehož se v roce 2004 přestěhovala se svým partnerem do Španělska
Ekine psala týdenní sloupek pro Pambazuka News po dobu devíti let a pracovala jako jejich online editorka v roce 2007. V roce 2004 začala psát blog Black Looks, ve kterém pokračovala deset let. Běžnými tématy psaní byla práva LGBTI v Africe, genderová identita, militarizace, lidská práva, umění, ropný průmysl v deltě Nigeru, Haiti, aktivismus. a pozemková práva. V roce 2014 založila Black Looks 2, nový blog zaměřený na její fotografickou práci.
Ekine je aktivistka za sociální spravedlnost, která se účastní kampaní již více než 20 let.
Ekine také psala pro Feminist Africa a New Internationalist. Psala o bojích žen proti státním silám a ropným společnostem v militarizované a ekologicky poškozené deltě Nigeru. Ekine navštívila Haiti jako online redaktorka Pambazuka News v roce 2007, aby se setkala s organizátorkami Fanmi Lavalas.
V roce 2003 získala stipendium International Reporting Project od Univerzity Johnse Hopkinse a byla pověřena psát o zdravotní péči v zemi.
Následně pracovala v Port-au-Prince, kde vyučovala angličtinu na středních školách pro nevládní organizaci Growing Haiti.
Ekine byla mezinárodní zástupkyní pro Niger Delta Women for Justice.
V roce 2016 začala Ekine pracovat na fotografickém příběhu s názvem Spirit Desire: Resistance, Imagination and Sacred Memories in Haitian Vodoun.

## Publikace, které Ekine editovala
- Blood and Oil: Testimonies of Violence from Women of the Niger Delta (Krev a olej: Svědectví o násilí od žen z delty Nigeru). Centrum pro demokracii a rozvoj, 2001. ISBN 978-1902296128. Druhé vydání, 2011. "Svědectví žen z delty Nigeru o státem sponzorovaném a nadnárodním násilí po dobu 10 let od roku 1990."[14]
- SMS Uprising: Mobilní aktivismus v Africe. Pambazuka, 2010. ISBN 978-1906387358. Texty Ken Banks, Nathan Eagle, Juliana Rotich, Christiana Charles-Iyoha, Anil Naidoo, Berna Twanza Ngolobe, Christian Kreutz, Redante Asuncion-Reed a Amanda Atwood.
- Africké probuzení: Vznikající revoluce. Pambazuka, 2011. Spolueditor: Firoze Manji. ISBN 978-0857490216.
- Divný africký čtenář. Pambazuka, 2013. Spolueditorka: Hakima Abbasová. ISBN 978-0857490995.

## Citáty
Z úryvku SMS Uprising: Mobile Phone Activism in Africa:
"Aby došlo ke společenské změně, technologie musí být vhodná a zakořeněná v místních znalostech."